# Francis Baily
Francis Baily (Newbury, 28 aprile 1774 – Londra, 30 agosto 1844) è stato un astronomo britannico.
Nato a Newbury, nel Berkshire, era figlio di un banchiere e fu apprendista in una società di commercio. Fu agente di borsa e nel 1796 si trasferì per un anno negli Stati Uniti, per tornare a lavorare alla borsa di Londra nel 1799. Nonostante la sua professione finanziaria, si dedicò allo studio della matematica e dell'astronomia.

Account of the several life-assurance companies, 1810 (Fondazione Mansutti, Milano).

Fu tra i primi studiosi a comprendere che le tavole di mortalità di Northampton di Richard Price non erano utili in quanto sottostimavano la durata media della vita umana. Nel 1802 pubblicò il trattato Tables for the purchasing and renewing of leases, a cui seguirono Doctrine of interest and annuities analytically investigated and explained nel 1808 e Doctrine of life annuities and assurances nel 1810. I suoi lavori furono fondamentali perché modificarono le basi scientifiche dell'assicurazione. La discreta rendita economica ottenuta da questi lavori gli consentì di ritirarsi dal mondo degli affari nel 1825 per dedicarsi completamente all'astronomia.
A partire dal 1820 Baily fu uno dei fondatori della Royal Astronomical Society e vinse due volte la medaglia d'oro nel 1827 per il suo Catalogue of 2881 stars. Infatti, dal 1822 insieme a Benjamin Gompertz studiò un metodo di razionalizzazione delle tavole astronomiche, completando una mappa delle stelle fisse, cercando di unire le osservazioni passate degli astronomi con le rilevazioni empiriche moderne. Fu nominato membro associato alle accademie scientifiche di Napoli, Palermo e Berlino.
È celebre in astronomia soprattutto per la scoperta e la descrizione del fenomeno ottico dei grani o brillamenti di luce che si manifestano solo durante una eclissi solare (anche se anulare) nella sua fase totale; questi grani presero poi il suo nome. Nel suo caso, egli li osservò e li studiò per la prima volta (la prima di varie spedizioni) durante l'eclissi solare anulare del 15 maggio 1836, avvenuta presso la contea del Roxburghshire, in Scozia.

## Opere

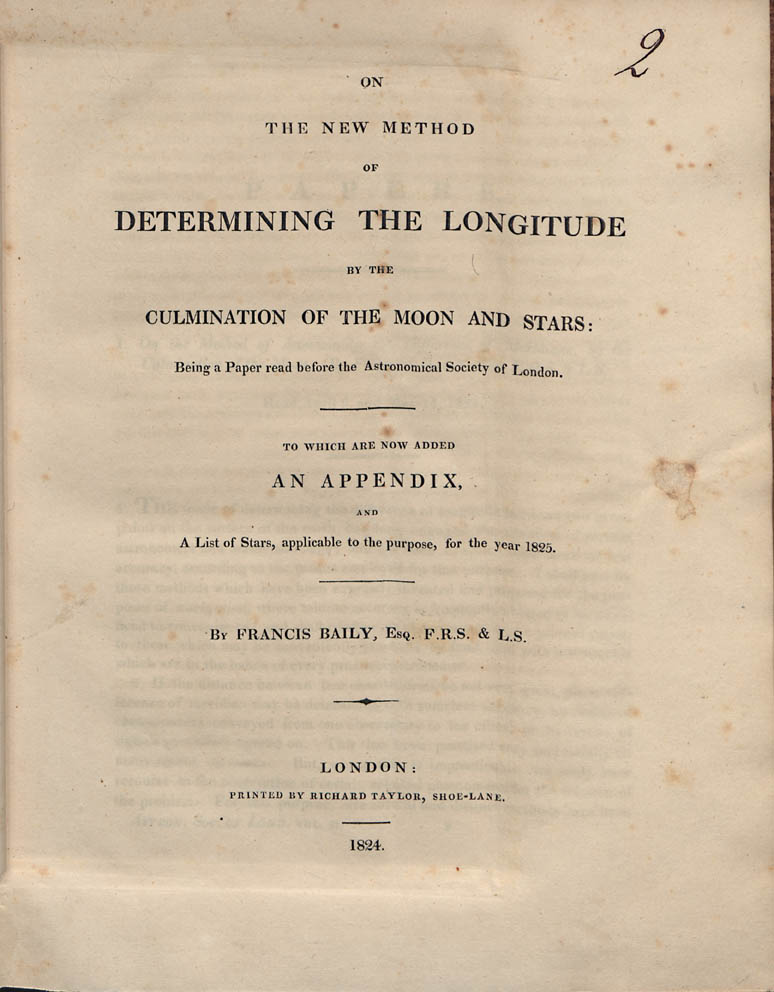
On the new method of determining the longitude by the culmination of the moon and stars, 1824

- (EN) Memoir relative to the annular eclipse of the sun which will happen on September 7, 1820, London, Richard Taylor, 1818.
- (EN) On the new method of determining the longitude by the culmination of the moon and stars, London, Richard Taylor, 1824.
- (EN) New tables for facilitating the computation of precession, aberration and nutation of two thousand eight hundred and eighty-one principal fixed stars; together with a catalogue of the same, London, Robert Baldwin & Charles Cradock & W. Joy, 1827.
- (EN) Astronomical tables and formulae together with a variety of their use and application. To which are prefixed the elements of the solar system, London, Richard Taylor, 1827.